# 楞伽師
楞伽師，又稱南天竺一乘宗、南宗，是研習《楞伽經》的僧侶，屬於真常唯心的如來藏學派之一，曾經短暫存在於南北朝時期。
在中國傳統佛教中沒有楞伽師，也沒有楞伽宗的說法。胡適在《中國禪宗史》中最早提出了楞伽宗這個名稱，認為這是一個獨立宗派，為禪宗的前身。呂澂在《中國佛學源流略講》指出「初期禪宗從達磨到神秀都很重視《楞伽經》，甚至因此可以稱他們為楞伽師。」。

## 歷史
始於南朝宋中天竺僧求那跋陀羅（又稱跋陀）譯出《楞伽阿跋多羅寶經》四卷。由於求那跋陀羅譯出楞伽經，楞伽師資記推為初祖。後來，菩提達摩以此四卷《楞伽》傳授門徒，成為禪宗/達磨宗的開端。
早期的楞伽師主要活動在中國北方，以修行頭陀行為主，重視實踐與禪定，人數並不多，也沒有很大的影響力。北周武帝滅佛時，楞伽師南下，將楞伽宗南傳，與南方重視義理的佛教風氣相激盪，於是形成了後世的禪宗。